# Лапілі

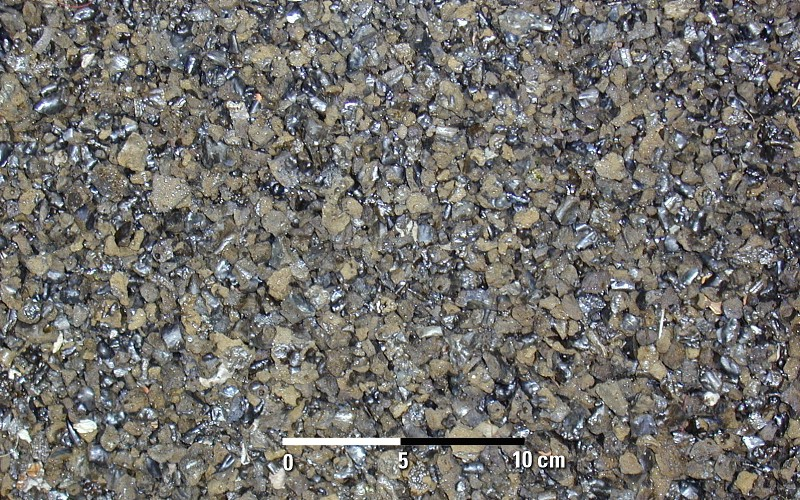
Лапілі

Лапілі (рос. лапилли, англ. lapilli, нім. Lapilli n) — дрібні округлої або неправильної форми шматочки пористої лави або магми розміром від горошини до волоського горіха, що викидаються при виверженні вулкана і тверднуть у повітрі.